# Karl Zech

Karl Zech

Karl Zech (* 6. Februar 1892 in Swinemünde; † 1. April 1944 in Altenburg) war deutscher SS-Gruppenführer und Reichstagsabgeordneter der NSDAP.

## Leben
Nach dem Abitur am Realreformgymnasium in Swinemünde trat Zech 1910 in das 3. Oberschlesische Infanterieregiment Nr. 62 ein. 1911 zum Leutnant befördert, war er im Ersten Weltkrieg Kompanieführer im Infanterieregiment Nr. 62, im Reserve-Jägerbataillon 22 und in der 11. Reserve-Infanterie-Brigade. Nach Kriegsende war er von Dezember 1918 bis Juni 1919 Mitglied im Landesschützenkorps, einem Freikorps. Von Juni bis Oktober 1919 arbeitete er im Stab der Reichswehrbrigade 4. Am 1. Oktober 1919 als Hauptmann verabschiedet, arbeitete Zech im Zivilleben als kaufmännischer Angestellter, Bergmann und Bergbaubeamter.
| Zechs SS-Ränge      | Ernennung       |
| ------------------- | --------------- |
| SS-Sturmführer      | 31. Januar 1931 |
| SS-Sturmbannführer  | 4. Juli 1931    |
| SS-Standartenführer | 8. August 1931  |
| SS-Oberführer       | 6. Oktober 1932 |
| SS-Brigadeführer    | 1. Januar 1934  |
| SS-Gruppenführer    | 30. Januar 1938 |

Von 1921 bis 1929 war Zech Mitglied im paramilitärischen Wehrverband Stahlhelm. Am 1. Januar 1931 trat er in die NSDAP (Mitgliedsnummer 48.563) und am 19. Januar 1931 in die SS (Mitglieds-Nr. 4.555) ein. Ab 1. April 1931 führte Zech einen SS-Sturm in Essen und von 6. Oktober 1932 bis 1. Oktober 1937 den dortigen SS-Abschnitt V.
Von 1932 bis 1933 war Zech Abgeordneter der NSDAP im preußischen Landtag; am 12. November 1933 erhielt er ein Mandat im Reichstag. Vom 14. Juli 1933 bis zum 1. Oktober 1937 war er Polizeipräsident in Essen. Hier löste er den seit 1932 eingesetzten Polizeipräsidenten Richard Wiesmann ab, obwohl er weder über polizeiliche noch verwaltungs-organisatorische Vorerfahrungen verfügte und wohl allein aufgrund seiner Mitgliedschaft in der NSDAP und der SS in diese Ämter ab 1933 eingesetzt wurde. Am 1. Oktober 1937 übernahm er für drei Jahre die Leitung des SS-Führungshauptamtes innerhalb der SS-Hauptämter. Damit wechselte er nach Berlin, wo er ab 1937 auch den dort angesiedelten SD-Oberabschnitt Ost führte. Dieses Amt gab er spätestens am 1. August 1938 an Erich Naumann weiter.
Nach dem deutschen Überfall auf Polen wurde Zech am 27. September 1939 zunächst Polizeipräsident, am 24. November SS- und Polizeiführer (SSPF) von Krakau. Am 1. Oktober 1940 schied Zech wegen Ertaubung als dienstunfähig aus dem hauptamtlichen Dienst der SS aus. Er wurde kaufmännischer Direktor und stellvertretender Betriebsführer im Werk Altenburg in Thüringen beim Rüstungskonzern HASAG. Am 28. Februar wurde er aus der NSDAP und am 14. März 1944 aus der SS ausgeschlossen, infolge von Vorwürfen der Veruntreuung von Lebensmitteln und Lebensmittelkarten; deswegen wurde Zech am 1. April 1944 vom Sondergericht Weimar zu vier Jahren Zuchthaus und Ehrverlust verurteilt. Zech beging nach der Urteilsverkündung Suizid.